# Stupa (uređaj)
Stupa ili valjavica je uređaj za preradbu vune, sukna, pravljenje pusta, ali i za pranje i obnavljanje kakvoće sukna. Smještena je u objektima nalik vodenicama na tekućim vodama ili uz samu vodenicu, a napravljen je od korita i dvaju vodoravno pomičnih drvenih maljeva koji nasumičnim udaranjem - stupanjem, uz stalni dotok lužnate vode proizvodi grubo sukno. Djelovanjem mlaza vode i mehaničkih udaraca maljeva, vunena se tkanina zgušnjava te postaje čvrstom i nepromočivom.

## Povijest
Postoji nekoliko biblijskih referenci koje se odnose na stupe (2. Kraljevima 18:17; Izaija 7:3 i 36:2; Malahija 3:2; Marko 9:3). Uz to, barem se jedna referenca pojavljuje u djelima starogrčkog logografa Lizija, napisanim u Ateni tijekom 5. stoljeća pr. n. e. 
U rimsko doba, na stupama su radili robovi dok je obrađivana tkanina bila do gležnja uronjena u ljudski urin u, za to napravljenim kadama. Urin je tada bio toliko važan za posao stuparenja da je rimski car Vespazijan uveo Rimski porez na urin. Ustajali urin, bio je izvor amonijeve soli i koristio se za ispiranje i izbjeljivanje tkanine. Do srednjeg vijeka, u proces stuparenja uveden je mekani zemljasti materijal sličan glini koji se prirodno pojavljuje kao nečisti hidratizirani aluminijski silikat, a koji je imao sposobnost obezbojenja tkanine od ulja ili drugih tekućina kao što je vino. 
Do križarskih ratova krajem jedanaestog stoljeća, stupe su bile u funkciji u cijelom, tada poznatom, srednjovjekovnom svijetu. Pretpostavlja se da se u Europi pojavljuju u 9. ili 10. stoljeću. Najranija poznata referenca na stupe u Francuskoj koja datira oko 1086. godine, pronađena je u Normandiji.

## Osobine
Metoda rada sa stupama bila je mnogo jednostavnija od tkanja. U njima bi se vuna zbog djelovanja lužnate vode omekšala, pa bi ju valjanje, uz sinkronizirane mehaničke udarce drvenim batovima, sabijalo, zgušnjavalo, podebljavalo, pa su se vlakna isprepletala, tako da bi na kraju procesa nastalo čvrsto i nepromočivo sukno. Loša strana valjanog sukna bila je njegova težina, tvrdoća i neelastičnost, te je zato bilo puno trajnije od današnjih tkanina, ali je istovremeno bilo i svrsishodnije vremenima u kojima se proizvodilo jer su ga mahom nosili ljudi po kišnom ili snježnom vremenu bez uporabe kišobrana koji se prvi put pojavljuju u rasklopivom obliku u Engleskoj 1850. godine. Stupa je najčešće bila smještena u posebnim radionicama nalik vodenicama koje su podizane uz vodotoke, iako su se često gradile uz vodenice kao njihov dio, ali ponekad i na potpuno otvorenom prostoru.

## Galerija
- Detalj gravure prikazuje Škotlanđanke kako pjevaju dok obrađuju tkaninu, 1772., Pennant
- Stupe u Remetea, Rumunjska
- Srednjovjekovna stupa na otvorenom
- Vadmalsstamp, kulturni rezervat Kvarna, Švedska